# 極楽寺坂切通

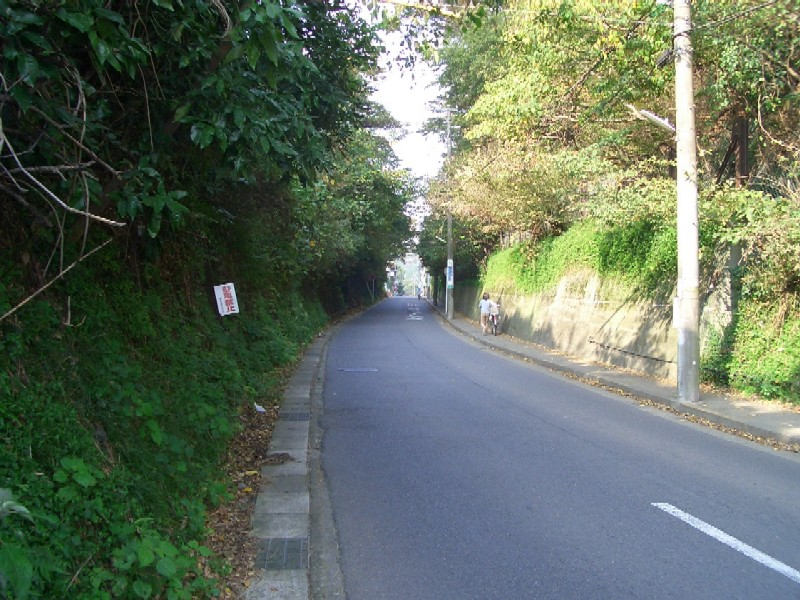
極楽寺坂切通を東側（鎌倉方面）から望む（2004年11月9日撮影）

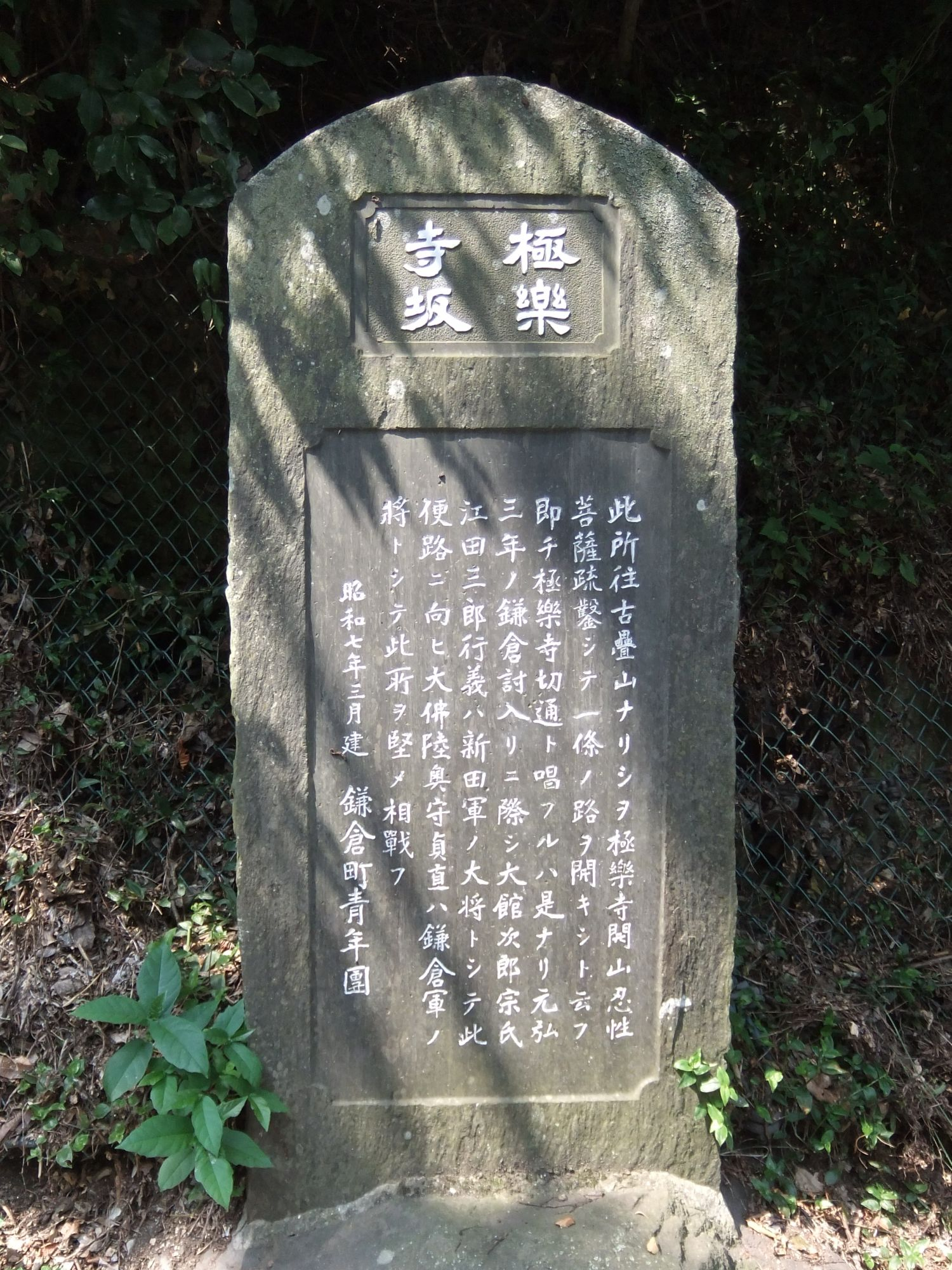
史跡碑（2013年8月10日撮影）

極楽寺坂切通（ごくらくじざかきりどおし）は鎌倉七口のひとつ。鎌倉七口の中では最も西南に位置し、神奈川県鎌倉市の極楽寺方面から由比ヶ浜方面に抜ける切通し道である。

## 歴史
鎌倉時代の公文書といえる『吾妻鏡』には極楽寺坂切通の名は見られず、京都と鎌倉を結ぶ重要な連絡路としては、鎌倉時代初期には海岸沿いの稲村路が使われていたと考えられている。鎌倉初期の紀行文『海道記』にはこの稲村路を使用した記述があり、また、『吾妻鏡』の記録では建長4年（1252年）、鎌倉幕府6代将軍として京から下向した宗尊親王が稲村ヶ崎を通って鎌倉に入ったとされており、稲村路を使用したと推測される。
しかし、鎌倉時代後半に極楽寺坂が開かれ、以後、主要な交通路となった。
極楽寺の寺伝によれば、同寺の実質的な開祖である真言律宗の僧・忍性が最初に切り開いたとされる。忍性の入寺は文永4年（1267年）で、乾元2年（1303年）に同寺で没しており、寺伝が確かであればこの間に開かれたことになる。
歴史上、極楽寺坂を有名なものとしたのは、元弘3年（1333年）の鎌倉幕府滅亡時の合戦における新田義貞による鎌倉討入りである（鎌倉の戦い）。武蔵国の分倍河原の戦いの勝利の後、藤沢まで兵を進めた義貞は、軍を巨福呂坂・化粧坂方面と極楽寺坂方面に分け、鎌倉攻略を図った。『太平記』巻十にある「鎌倉合戦の事」によれば、極楽寺方面の新田軍として大館宗氏と江田行義の軍勢が派遣された。一方、鎌倉軍は大仏陸奥守貞直が大将として迎え撃った。極楽寺坂切通は険しく、幕府軍が陣を整えて待ちかまえていたために、新田軍はこれを破ることができなかった。『太平記』によれば鎌倉方で大仏貞直から勘気を蒙っていた本間山城入道は、その恩に報いるために敵陣に駆け入り、大館宗氏の首をとって大仏貞直に見参し、その場で腹を切ったという。新田軍は敗勢となり、片瀬・腰越にまで退却した。新田義貞は化粧坂方面の本隊から2万余騎で応援に駆けつけたが、結局、極楽寺坂切通の突破攻略は困難と判断。太刀を投じて干潮を祈願したとの伝説が伝わる稲村ヶ崎の海岸線（稲村路）を通って鎌倉に侵入に成功し、幕府方の敗北により鎌倉幕府は滅亡したとされる。
鎌倉七口のなかでも朝夷奈切通（朝比奈切通）、名越切通等は山中にあり近世以前の趣をなお残しているが、極楽寺坂切通は現在は普通の車道として整備されている。整備されたため、過去の路面よりも広く深く掘削されており、元の切通しとしての路面の高さは、切通しに並行してある成就院の門に至る道とほぼ同じであったと推測されている。

## 周辺情報
- 極楽寺
- 成就院
- 星の井（星月夜の井）